# Keduanan
Keduanan is een bestuurslaag in het regentschap Cirebon van de provincie West-Java, Indonesië. Keduanan telt 4126 inwoners (volkstelling 2010).